# Deklaracja z Arbroath
Deklaracja z Arbroath – dokument w formie listu, będący oświadczeniem woli Szkotów w sprawie ich niepodległości od Anglii. Deklarację, z datą 6 kwietnia 1320, przekazano papieżowi Janowi XXII do siedziby papieskiej w Awinionie.
Z tego dokumentu pochodzi zdanie: „Non enim propter gloriam, diuicias aut honores pugnamus set propter libertatem solummodo quam Nemo bonus nisi simul cum vita amittit”. („Nie walczymy o honor, ani dla bogactwa, ani dla chwały, lecz wyłącznie o wolność z której żaden prawdziwy człowiek nie zrezygnuje bez swojego życia”.)

## Autorzy
Powszechnie za autora Deklaracji uznaje się Lorda Kanclerza Szkocji i opata Arbroath, Bernarda z Kilwinning. Sygnatariuszami listu miało być 51 szkockich możnowładców. Przy tym w zachowanej do dziś kopii (oryginał wysłany papieżowi zaginął; w tym samym czasie wystawiono także list Roberta I oraz list czterech szkockich biskupów, które się nie zachowały) na początku dokumentu widnieje tylko 39 nazwisk: 8 earlów i 31 baronów, a do dokumentu przytwierdzonych jest zaledwie 19 pieczęci (z nich 12 nazwisk pojawia się w treści dokumentu).

## Treść
W liście przedstawiono papieżowi szereg przyczyn, dla których Szkocja powinna zostać uznana za państwo w pełni niepodległe: wcześniejsza, długotrwała niezależność; niesprawiedliwe, ciągłe najazdy Edwarda I; liczne okrucieństwa ze strony Anglików; rola Roberta I w obronie narodu (było to odniesienie do wielkiej klęski Anglików w bitwie pod Bannockburn w 1314, która odbiła się szerokim echem w Europie i jednocześnie sugestia aby papież zdjął ekskomunikę z Roberta); prawo Szkotów (a właściwie szlachty) do wyboru władcy, który zatroszczy się o niezawisłość ich państwa.
Ostatni z argumentów bywa traktowany jako prawo narodów do niepodległości, choć w zasadniczo oznacza jedynie uzyskanie przywileju wyboru nowego władcy (w przypadku Szkotów chodziło o uzyskanie akceptacji dla sprawującego władzę Roberta I i niechęć do zwierzchniej władzy królów angielskich).

## Skutki
Jan XXII przychylił się do argumentów podnoszonych w Deklaracji i wezwał króla Edwarda II do zawarcia pokoju. Jednak już w 1321 dał się przekonać argumentom Anglików i wystawił aż osiem bulli im sprzyjających. Dopiero w październiku 1328, po zawarciu w marcu tegoż roku traktatu pokojowego w Edynburgu-Northampton papież w pełni zatwierdził Deklarację oraz zdjął interdykt ze Szkocji oraz ekskomunikę z Roberta I.